# Grænsedragningen i Slesvig 1920
Grænsedragningen efter folkeafstemningen i Sønderjylland blev indføjet i dokumentet, der blev underskrevet ved fredsslutningen i Versailles. Her blev det besluttet, at grænsedragningen skulle fastlægges efter en plan, som fremgik af Grænsedragningsdokumentet. Den dermed vedtagne grænse er ikke senere blevet ændret, hverken i nazitiden eller under den ophedede danske debat efter afslutningen af 2. verdenskrig.

## Grænseovergange
Der er overgange for gående eller kørende trafik ved grænseovergangene Kruså, Padborg og Sønderjyske Motorvej. Dertil en række mindre overgange i Aventoft, Møllehus, Rudbøl, Sønder Løgum og Sæd.
Ved Danmarks tiltræden til Schengenaftalen blev ti mindre grænseovergange åbnet, Bejers Kro, Bøgelhus, Haraldsdalvej, Madeskovvej, Rønsdam, Siltoft, Skomagerhus, Sofiedal, Vilmkær og Vindtved.